# Mirko i Stjepan Seljan
Mirko Seljan (Karlovac, 5. travnja 1871. – Peru, 1913.) i Stjepan Seljan (Karlovac, 19. kolovoza 1875. – Ouro Preto, Brazil, 7. lipnja 1936.) su najpoznatiji hrvatski istraživači u povijesti.

## Životopis
Mirko i Stjepan Seljan rođeni su i odrasli su u Karlovcu. Otac Ivan bio je krznar, a majka Vicencija brinula se o Mirku i Stjepanu. Bili su odlični đaci, a ponajviše ih je zanimao zemljopis. Nakon srednje škole stekli su vojnu naobrazbu, a zatim se Mirko uputio u svijet. Radio je u Rumunjskoj, Rusiji i Francuskoj, nakon čega se vratio u svoj rodni grad. Za to je vrijeme Stjepan, kao mornar, putovao svjetskim morima, a onda se i on u zimi 1898. godine vratio u Karlovac kako bi se sastao sa svojim bratom.
Godine 1897., Mirko je osvojio naslov "Champion of Globetrotter" prešavši pješice put od Petrograda do Pariza za samo 110 dana. 
U rano jutro 23. siječnja 1899. godine, krenuli su u svoje pustolovine oko svijeta. Prvi im je cilj bio Afrika. Pješice su pregazili put između Karlovca i Trsta, a zatim su brodom stigli do Aleksandrije u Egiptu. Neko vrijeme su lutali Egiptom, a onda ih je privukla Abesinija (današnja Etiopija). U službi cara Menelika II. Mirko Seljan bio je guverner južnih provincija Etiopije. Braća su provela geomorfološka, klimatološka i etnografska istraživanja područja Rudolfova i Stefanijina jezera (tu su osnovali Seljanville).
Godine 1903. otišli su u Južnu Ameriku, gdje su istraživali slapove Sete Quedas i neistraženi tok rijeke Aquapei. Godine 1911. istraživali su ležišta salitre u Čileu. Počeli su raditi na projektu spajanja Atlantika i Pacifika rijekom Amazonom, ali je taj plan propao nakon što je Mirko poginuo tijekom ekspedicije u području Amazone. Braća su objavila različite putopisne crtice na mnogim jezicima, te nekoliko knjiga, a zbirke materijalne kulture iz Etiopije i Južne Amerike darovali su Etnografskom muzeju u Zagrebu (133 predmeta iz Afrike i 240 iz Južne Amerike).  U Južnoj Americi su osnovali Hrvatsku znanstvenu misiju (španj. Mision Cientifica Croata).

## Ostalo
- Zlatko Milković napisao je romansirani životopis Braća Seljani, a Andrija Maurović napravio je strip po toj knjizi pod nazivom Grob u prašumi.[3]

## Vanjske poveznice
- CEIK Braća Seljan  Arhivirana inačica izvorne stranice od 21. kolovoza 2014. (Wayback Machine)
- Istraživanja braće Seljan, Etnografski muzej, Zagreb (hrv.)/(engl.)
- Sanda Kočevar, Svoj o svome – ondašnji karlovački tisak o karlovačkim putnicima-istraživačima Afrike i Južne Amerike druge polovine XIX. i prve polovine XX. stoljeća, Časopis za suvremenu povijest, sv. 44, br. 1, lipanj 2012.